# Borealis (Unternehmen)
Borealis GmbH mit Sitz in Wien ist ein österreichischer Kunststoffhersteller; er gehört als zweitgrößter Hersteller von Polyolefinen in Europa zu den Marktführern in der Petrochemie.

## Unternehmen
Borealis ist weltweit in den Bereichen Polyolefine, Basischemikalien und im Bereich Recycling von Polyolefinen tätig. Das Unternehmen hat seine Konzernzentrale in Wien, Österreich, beschäftigt rund 6.000 Mitarbeiter und ist in mehr als 120 Ländern aktiv. Die in Österreich ansässige OMV Aktiengesellschaft ist ein börsennotierter integrierter Erdöl-, Erdgas- und Petrochemiekonzern, und hält 75 % der Anteile an Borealis. Die Abu Dhabi National Oil Company (ADNOC) mit Sitz in den Vereinigten Arabischen Emiraten (VAE) hält die restlichen 25 %. Das Hauptgeschäft findet primär in Europa statt, Industrieanlagen befinden sich in Österreich, Deutschland, Belgien, Finnland, Schweden, Italien, Brasilien, den Niederlanden und den USA.
Borealis beschäftigt über 500 Mitarbeiter im Bereich Forschung und Entwicklung. Es befinden sich zwei Forschungszentren in Schweden und Finnland, sowie die International Innovation Headquarters in Linz, Österreich. In Letzterem arbeiten 300 Experten aus 30 verschiedenen Nationen an der Umsetzung neuer Ideen.
Am 3. Februar 2022 wurde bekannt, dass der Geschäftsbereich Düngemittel, Melamin und Stickstoff in der zweiten Jahreshälfte 2022 an den Düngemittelhersteller EuroChem verkauft wird. Aufgrund des Russischen Überfalls auf die Ukraine am 24. Februar 2022 wurde der Verkauf an EuroChem gestoppt. Am 2. Juni 2022 wurde bekannt, dass die Düngemittel-, Melamin- und Stickstoffsparte an den tschechischen Agrofert-Konzern verkauft wird. Am 5. Juli 2023 wurde der Verkauf des Stickstoffgeschäfts von Borealis, inklusive Düngemittel, Melamin und technischer Stickstoffprodukte, an Agrofert abgeschlossen.
Im Jahr 2023 reichte Borealis 128 neue prioritäre Patentanmeldungen ein und zählt damit zu den Spitzenanmeldern im Europäischen Patentindex 2023. Insgesamt besteht das Patentportfolio von Borealis aus rund 8.900 erteilten Patenten und rund 3.200 Patentanmeldungen bis Ende 2023.
2024 konnte die Borealis Gruppe einen Umsatz von 7,85 Milliarden Euro erzielen und einen Nettogewinn in Höhe von rund 566 Millionen Euro erwirtschaften.

## Geschichte des Unternehmens
Borealis wurde 1994 durch die Zusammenlegung des Petrochemiegeschäfts von Neste Oil (Finnland) und Statoil (Norwegen) in Kopenhagen gegründet. Der Name nimmt deutlich Bezug auf Nordeuropa (Latein für „nördlich“).
1998 wurde die OMV-Petrochemiesparte PCD in Borealis eingebracht; OMV und IPIC übernahmen dabei den 50 %-Anteil an Borealis von Neste Oil. 2005 stieg auch Statoil aus Borealis aus. Der Firmensitz wurde im Juni 2006 von Kopenhagen nach Wien verlegt.
Zu Beginn des Jahres 2017 fusionierten die International Petroleum Investment Company (IPIC) aus Abu Dhabi und Mubadala. Demzufolge stand Borealis über deren Beteiligungsgesellschaft zu 64 % im Eigentum von Mubadala, sowie zu 36 % der OMV, einem internationalen, integrierten Öl- und Gasunternehmen mit Aktivitäten im Upstream- und Downstream-Bereich. Seit Herbst 2020 hält die OMV 75 % der Anteile, während Mubadala 25 % hält. Im April 2022 übernahm ADNOC den 25 % Anteil von Mubadala.
Im März 2024 wurde bekannt, dass sich der Aufsichtsrat der Borealis und Thomas Gangl einvernehmlich auf die Beendigung des Mandats als Vorstandsvorsitzender mit Mitte 2024 geeinigt hatten.
Seit Juli 2024 ist Stefan Doboczky CEO von Borealis.
Im März 2025 einigten sich ADNOC und OMV auf die Zusammenlegung ihrer Polyolefin-Sparten Borealis und Borouge in einem neuen Joint Venture sowie die vollständige Übernahme von NOVA Chemicals durch dieses.
Im Juni 2025 wurde – in Vorbereitung auf die Gründung der Borouge Group International – die Rechtsform der Gesellschaft von einer AG in eine GmbH geändert.

## Sonstiges
Im März 2014 wurde öffentlich bekannt, dass zumindest im Jahr 2010 in Niederösterreich eine noch unbekannte Menge an Plastik-Rohstoff aus dem Abwasserkanalsystem eines Borealis-Werkes – dessen Abscheideanlage nach Unternehmensangaben mangelhaft konstruiert war – über die Schwechat in die Donau gelangt war. Der Vorfall wurde der Öffentlichkeit damals nicht mitgeteilt, die Ergebnisse einer 2010 unternehmensseitig in Auftrag gegebenen Untersuchung wurden nicht zugänglich gemacht.
2015 rief das Bundesministerium für Land- und Forstwirtschaft, Umwelt und Wasserwirtschaft (BMLFUW) gemeinsam mit der österreichischen Kunststoffindustrie die „Zero Pellets Loss Initiative“ ins Leben. Im März 2015 veröffentlichte das Umweltbundesamt (UBA) im Auftrag des BMLFUW sowie der Bundesländer Oberösterreich, Niederösterreich und Wien eine erste Studie zum Vorkommen von Kunststoffpartikeln in der Donau.
Die Studie „Plastik in der Donau“ ist die erste Studie, der eine systematische Untersuchung der fließenden Welle eines Flusses zugrunde liegt. Die Untersuchungen ergaben, dass in Österreich pro Tag je nach Wasserstand zwischen 25 und 145 kg Plastik (größer als 0,5 mm) in die Donau gelangen. Der Großteil dieser Menge stammt aus sogenannten „diffusen Einträgen“ (Abfall über Windverfrachtung oder Abschwemmungen), höchstens 10 % sind laut Umweltbundesamt betriebliche Einträge. Laut Umweltbundesamt kann höchstens ein Prozent der am Messpunkt Hainburg in der Donau aufgefundenen Kunststoffpellets Borealis zugerechnet werden.
Die an der „Zero Pellet Loss“-Initiative teilnehmenden Unternehmen produzieren und verarbeiten gemeinsam rund 2 Millionen Tonnen Kunststoff. Laut einem Umsetzungsbericht des Fachverbandes der Chemischen Industrie Österreichs (FCIO), der im Juni 2016 veröffentlicht wurde, konnten die Verluste an Kunststoffteilchen dabei von 4,9 Kilo pro Tag auf weniger als 1 Kilo pro Tag reduziert werden. Durch den Einbau von besseren Filtern in den Abwasseranlagen, die Festlegung genauerer Reinigungsrichtlinien und die Schulung der Mitarbeiter konnten Risiken im Bereich „Pellet Loss“ bei Borealis reduziert und nahezu eliminiert werden.